# Pierre Burgelin
Pour les articles homonymes, voir Burgelin.
Pierre Burgelin (Nantes, 14 mars 1905 - Paris, 12 octobre 1985) est un professeur de philosophie, universitaire, spécialiste de Jean-Jacques Rousseau et de Leibniz. Protestant, il fut membre du Synode National de l’Église Réformée de France et vice-président du Conseil National de l’Église réformée .

## Biographie
Professeur agrégé de Philosophie en 1931, Pierre Burgelin commence sa carrière comme professeur de philosophie dans les classes de lycée, à Strasbourg d'abord, puis à Thionville, Metz, Beauvais, puis à Paris (lycée Pasteur de Neuilly). À Paris, il donne un enseignement à la Faculté Libre de Théologie Protestante, puis il quitte en 1949 l'enseignement secondaire pour l'enseignement supérieur à la Faculté de Théologie Protestante de l'Université de Strasbourg. Il soutient sa thèse de doctorat de 3e cycle en 1952 sur la Philosophie de l'Existence de Jean-Jacques Rousseau,, puis une thèse de doctorat d’État en théologie protestante avec un commentaire du Discours de Métaphysique du philosophe allemand Gottfried Wilhelm Leibniz (1646-1716).

## Œuvres
- L'Homme et le Temps. Paris, Aubier, 1945, 164 p.
- La Philosophie de l'Existence de J.-J. Rousseau. Paris, Presses Universitaires de France, 1952, 600 p.
- Commentaire du Discours de Métaphysique de Leibniz. Paris, Presses Universitaires de France, 1959, 320 p.
- Jean-Jacques Rousseau et la Religion de Genève. Genève, Labor et Fides, 1962, 64 p.
- Rousseau : Œuvres Complètes, tome IV : Émile ou de l’Éducation, Émile et Sophie. Présentation et Annotations par Pierre Burgelin (pp. LXXXVIII à CLXVIII, pp. 239-877 et pp. 1288-1728). Paris, Gallimard, Collection : la Pléiade, 1969.

Pour une bibliographie détaillée, notamment les articles de P. Burgelin, on se reportera à cette bibliographie complète.

## Vie privée
Marié à Françoise Cazamian (née le 27 septembre 1904), elle-même professeure de philosophie issue d'une famille d'enseignants (son père François Cazamian fut professeur d'anglais à l'Université), Pierre Burgelin est le père du magistrat Jean-François Burgelin (1936-2007).